# Fate of Nations
Fate of Nations (рус. «судьба народов») — шестой студийный альбом британского певца Роберта Планта. Выпущен в 1993 году.

## Об альбоме
В создании Fate of Nations приняло участие множество приглашённых музыкантов — таких как гитарист Cutting Crew Kevin Scott MacMichael, вокалистка Clannad Мэйри Браннан (песня Come into my Life'), песня «I Believe» была написана для его младшего сына, Найджела Кеннеди, Ричард Томпсон и другие.

## Список композиций
1. «Calling to You» (Chris Blackwell, Robert Plant) — 5:48
2. «Down to the Sea» (Charlie Jones, Plant) — 4:00
3. «Come into my Life» (Blackwell, Doug Boyle, Kevin MacMichael, Plant) — 6:32
4. «I Believe» (Phil Johnstone, Plant) — 4:32
5. «29 Palms» (Blackwell, Boyle, Johnstone, Jones, Plant) — 4:51
6. «Memory Song (Hello Hello)» (Boyle, Jonstone, Jones, Plant) — 5:22
7. «If I Were a Carpenter» (Tim Hardin) — 3:45
8. «Colours of a Shade» (Plant, Johnstone, Blackwell, Allock) — 4:43 (UK edition. Also bonus track on some editions)
9. «Promised Land» (Johnstone, Plant) — 4:59
10. «The Greatest Gift» (Blackwell, Jonstone, Jones, MacMichael, Plant) — 6:51
11. «Great Spirit» (Johnstone, MacMichael, Plant) — 5:27
12. «Network News» (Blackwell, Plant) — 6:40

## Участники записи
- Robert Plant — вокал, гитара (8), бэк-вокал (10)
- Kevin Scott MacMichael — гитара
- Charlie Jones — бас-гитара
- Chris Hughes — ударные инструменты (2, 4, 5, 7, 8, 9, 11, 12)
- Pete Thompson — ударные инструменты (1, 3, 9, 10)
- Nigel Kennedy — скрипка (1)
- Oliver J. Woods — Guitars (2)
- Richard Thompson — Guitar (3)
- Francis Dunnery — Guitar (3, 8)
- Phil Johnstone — клавишные инструменты (4, 8, 9, 10), бэк-вокал (10)
- Nigel Eaton — колёсная лира (3, 4)
- Marie Brennan — бэк-вокал (3)
- Michael Lee — ударные инструменты (6, 11)
- Lynton Naiff — аранжировка струнных инструментов (7, 9)
- Chris Blackwell — ударные инструменты (8)
- John Flynn — бэк-вокал (9)
- Navazish Ali Wnan — скрипка (11)
- Gurbev Singh — Dilruba & Sarod (11)
- Sursie Singh — Саранги (11)
- Martin Allcock — бас-гитара (12)